# Żychlin (stacja kolejowa)
Żychlin – stacja kolejowa w Pniewie, w województwie łódzkim, w Polsce. Stacja znajduje się 3,5 km od centrum Żychlina, na międzynarodowej linii kolejowej Berlin – Moskwa. Do stacji można dojechać autobusem PKS (przed  1 września 2020 r. linię obsługiwał ZKM w Żychlinie).

## Ruch pasażerski[2]
| Rok  | Wymiana pasażerska na dobę |
| ---- | -------------------------- |
| 2017 | 50-99                      |
| 2018 | 50-99                      |
| 2019 | 20-49                      |
| 2020 | 20-49                      |
| 2021 | 50-99                      |
| 2022 | 50-99                      |
| 2023 | 50-99                      |